# Liste des chapelles de la Marne
La liste des chapelles de la Marne présente les chapelles de culte catholique situées sur le territoire des communes du départements français de la Marne.
Il est fait état des diverses protections dont elles peuvent bénéficier, et notamment les inscriptions et classements au titre des monuments historiques.
Toutes sont situées dans le diocèse de Châlons-en-Champagne, diminué de l'arrondissement de Reims.

## Liste
| Chapelle                                                                            | Commune                   | Adresse | Coordonnées                      | Notice         | Protection | Date | Illustration                                                             |
| ----------------------------------------------------------------------------------- | ------------------------- | ------- | -------------------------------- | -------------- | ---------- | ---- | ------------------------------------------------------------------------ |
| Chapelle d'Ablancourt                                                               | Ablancourt                |         | 48° 48′ 59″ nord, 4° 31′ 25″ est |                |            |      | Image manquante Téléverser                                               |
| Chapelle du château du Val d'Or                                                     | Avenay-Val-d'Or           |         | 49° 04′ 01″ nord, 4° 02′ 44″ est |                |            |      | Image manquante Téléverser                                               |
| Chapelle de la maison de retraite Augé-Colin d'Avize                                | Avize                     |         | 48° 58′ 26″ nord, 4° 01′ 10″ est |                |            |      | Image manquante Téléverser                                               |
| Chapelle du château de Baye                                                         | Baye                      |         | 48° 51′ 07″ nord, 3° 45′ 49″ est |                |            |      | Image manquante Téléverser                                               |
| Chapelle Saint-Roch de Baye                                                         | Baye                      |         | 48° 51′ 10″ nord, 3° 45′ 59″ est |                |            |      | Image manquante Téléverser                                               |
| Chapelle commémorative de Nauroy                                                    | Beine-Nauroy              |         | 49° 14′ 21″ nord, 4° 15′ 58″ est |                |            |      | Chapelle commémorative de Nauroy                                         |
| Chapelle castrale de Bignicourt-sur-Saulx                                           | Bignicourt-sur-Saulx      |         | 48° 45′ 58″ nord, 4° 46′ 21″ est |                |            |      | Image manquante Téléverser                                               |
| Chapelle du château de Bussemont de Blesme                                          | Blesme                    |         | 48° 43′ 43″ nord, 4° 47′ 07″ est |                |            |      | Image manquante Téléverser                                               |
| Chapelle funéraire élevée à la gloire du seigneur du pays de Bouchy-le-Repos        | Bouchy-Saint-Genest       |         | 48° 38′ 50″ nord, 3° 31′ 03″ est |                |            |      | Image manquante Téléverser                                               |
| Chapelle Notre-Dame-de-Bon-Secours de Boult-sur-Suippe                              | Boult-sur-Suippe          |         | 49° 22′ 27″ nord, 4° 08′ 34″ est |                |            |      | Image manquante Téléverser                                               |
| Chapelle Saint-Roch de Boult-sur-Suippe                                             | Boult-sur-Suippe          |         | 49° 22′ 02″ nord, 4° 08′ 42″ est |                |            |      | Image manquante Téléverser                                               |
| Chapelle du prieuré de Châlons le Vergeur                                           | Bouvancourt               |         | 49° 20′ 17″ nord, 3° 50′ 07″ est |                |            |      | Image manquante Téléverser                                               |
| Chapelle du collège du prieuré de Binson de Châtillon-sur-Marne                     | Châtillon-sur-Marne       |         | 49° 05′ 28″ nord, 3° 45′ 57″ est |                |            |      | Chapelle du collège du prieuré de Binson de Châtillon-sur-Marne          |
| Chapelle de l'abbaye bénédictine Notre-Dame-des-Champs de Bricot-la-Ville           | Châtillon-sur-Morin       |         | 48° 41′ 48″ nord, 3° 36′ 23″ est |                |            |      | Image manquante Téléverser                                               |
| Chapelle Saint-Gibrien de Coolus                                                    | Coolus                    |         | 48° 55′ 47″ nord, 4° 21′ 13″ est |                |            |      | Image manquante Téléverser                                               |
| Chapelle Saint-Rigobert de Gernicourt                                               | Cormicy                   |         | 49° 23′ 57″ nord, 3° 52′ 49″ est |                |            |      | Chapelle Saint-Rigobert de Gernicourt                                    |
| Chapelle du château de Cormicy                                                      | Cormicy                   |         | 49° 22′ 15″ nord, 3° 53′ 46″ est |                |            |      | Image manquante Téléverser                                               |
| Chapelle de la maison de retraite de Cormontreuil                                   | Cormontreuil              |         | à géolocaliser                   |                |            |      | Chapelle de la maison de retraite de Cormontreuil                        |
| Chapelle Sainte-Claire de Cormontreuil                                              | Cormontreuil              |         | à géolocaliser                   |                |            |      | Image manquante Téléverser                                               |
| Chapelle de Bel Air                                                                 | Courgivaux                |         | 48° 42′ 33″ nord, 3° 29′ 22″ est |                |            |      | Image manquante Téléverser                                               |
| Chapelle Sainte-Eulalie de Vassy                                                    | Dormans                   |         | 49° 04′ 02″ nord, 3° 40′ 10″ est |                |            |      | Image manquante Téléverser                                               |
| Chapelle basse et chapelle supérieure                                               | Dormans                   |         | 49° 02′ 30″ nord, 3° 22′ 48″ est |                |            |      | Chapelle basse et chapelle supérieure                                    |
| Chapelle Notre-Dame-de-la Garde de Florent-en-Argonne                               | Florent-en-Argonne        |         | 49° 08′ 14″ nord, 4° 57′ 14″ est |                |            |      | Image manquante Téléverser                                               |
| Chapelle de la maison de retraite de l'Ardre de Hermonville                         | Hermonville               |         | 49° 20′ 03″ nord, 3° 54′ 35″ est |                |            |      | Image manquante Téléverser                                               |
| Chapelle Notre-Dame-de-Montvinot du Gault-Soigny                                    | Le Gault-Soigny           |         | 48° 48′ 56″ nord, 3° 35′ 27″ est |                |            |      | Image manquante Téléverser                                               |
| Chapelle Sainte-Barbe de Cerseuil                                                   | Mareuil-le-Port           |         | 49° 04′ 16″ nord, 3° 43′ 49″ est |                |            |      | Image manquante Téléverser                                               |
| Chapelle de Goncourt                                                                | Matignicourt-Goncourt     |         | 48° 41′ 08″ nord, 4° 39′ 19″ est |                |            |      | Image manquante Téléverser                                               |
| Chapelle du couvent des religieuses de Nazareth dit couvent de Moléan de Montmirail | Montmirail                |         | à géolocaliser                   |                |            |      | Image manquante Téléverser                                               |
| Chapelle du prieuré Notre-Dame de Montmort-Lucy                                     | Montmort-Lucy             |         | à géolocaliser                   |                |            |      | Image manquante Téléverser                                               |
| Chapelle de la nécropole nationale de Mourmelon-le-Grand                            | Mourmelon-le-Grand        |         | 49° 08′ 05″ nord, 4° 20′ 43″ est |                |            |      | Image manquante Téléverser                                               |
| Chapelle Notre-Dame-du-Camp de Mourmelon-le-Grand                                   | Mourmelon-le-Grand        |         | à géolocaliser                   |                |            |      | Image manquante Téléverser                                               |
| Chapelle Sainte-Thérèse de Pargny-sur-Saulx                                         | Pargny-sur-Saulx          |         | 48° 46′ 16″ nord, 4° 51′ 16″ est |                |            |      | Chapelle Sainte-Thérèse de Pargny-sur-Saulx                              |
| Chapelle de la ferme des Templiers de Passy-Grigny                                  | Passy-Grigny              |         | 49° 08′ 42″ nord, 3° 41′ 54″ est |                |            |      | Chapelle de la ferme des Templiers de Passy-Grigny                       |
| Chapelle du château des Rozais                                                      | Rilly-la-Montagne         |         | 49° 09′ 31″ nord, 4° 03′ 00″ est |                |            |      | Image manquante Téléverser                                               |
| Chapelle Saint-Médard de Saint-Hilaire-le-Grand                                     | Saint-Hilaire-le-Grand    |         | à géolocaliser                   |                |            |      | Image manquante Téléverser                                               |
| Chapelle Notre-Dame-de-Lourdes de Sauvage                                           | Saint-Just-Sauvage        |         | à géolocaliser                   |                |            |      | Image manquante Téléverser                                               |
| Chapelle de Saint-Lumier-la-Populeuse                                               | Saint-Lumier-la-Populeuse |         | à géolocaliser                   |                |            |      | Image manquante Téléverser                                               |
| Chapelle du Petit Séminaire de Saint-Memmie                                         | Saint-Memmie              |         | 48° 57′ 11″ nord, 4° 23′ 00″ est |                |            |      | Chapelle du Petit Séminaire de Saint-Memmie                              |
| Chapelle du monastère des Bénédictines de Saint-Thierry                             | Saint-Thierry             |         | à géolocaliser                   |                |            |      | Chapelle du monastère des Bénédictines de Saint-Thierry                  |
| Chapelle des Poilus de Saint-Thomas-en-Argonne                                      | Saint-Thomas-en-Argonne   |         | 49° 11′ 04″ nord, 4° 51′ 51″ est |                |            |      | Image manquante Téléverser                                               |
| Chapelle de l'hôpital et hospice de Sainte-Menehould                                | Sainte-Menehould          |         | 49° 05′ 23″ nord, 4° 53′ 27″ est |                |            |      | Chapelle de l'hôpital et hospice de Sainte-Menehould                     |
| Chapelle Saint-Charles de Sainte-Menehould                                          | Sainte-Menehould          |         | 49° 05′ 31″ nord, 4° 53′ 39″ est |                |            |      | Chapelle Saint-Charles de Sainte-Menehould                               |
| Chapelle des Vertes-Voyes de Sainte-Menehould                                       | Sainte-Menehould          |         | 49° 05′ 41″ nord, 4° 54′ 59″ est |                |            |      | Chapelle des Vertes-Voyes de Sainte-Menehould                            |
| Chapelle du château du Bois d'Épense                                                | Sainte-Menehould          |         | 49° 06′ 41″ nord, 4° 59′ 34″ est |                |            |      | Image manquante Téléverser                                               |
| Chapelle sépulchrale de Sainte-Menehould                                            | Sainte-Menehould          |         | à géolocaliser                   |                |            |      | Chapelle sépulchrale de Sainte-Menehould                                 |
| Chapelle Saint-Antoine-de-Padoue du château de Sept-Saulx                           | Sept-Saulx                |         | 49° 09′ 38″ nord, 4° 14′ 42″ est |                |            |      | Image manquante Téléverser                                               |
| Chapelle Sainte-Claire de Tinqueux                                                  | Tinqueux                  |         | à géolocaliser                   |                |            |      | Chapelle Sainte-Claire de Tinqueux                                       |
| Chapelle Saint-Théodulphe de Trigny                                                 | Trigny                    |         | à géolocaliser                   |                |            |      | Chapelle Saint-Théodulphe de Trigny                                      |
| Chapelle de la princesse de Ginetti de Valmy                                        | Valmy                     |         | 49° 04′ 44″ nord, 4° 46′ 09″ est |                |            |      | Chapelle de la princesse de Ginetti de Valmy                             |
| Chapelle Saint-Nicolas de l'hospice civil de Vertus                                 | Vertus                    |         | 48° 54′ 15″ nord, 4° 00′ 05″ est |                |            |      | Image manquante Téléverser                                               |
| Chapelle Saint-Basle de Verzy                                                       | Verzy                     |         | 49° 08′ 34″ nord, 4° 09′ 21″ est |                |            |      | Chapelle Saint-Basle de Verzy                                            |
| Chapelle de la maison de retraite de Vienne-le-Château                              | Vienne-le-Château         |         | à géolocaliser                   |                |            |      | Image manquante Téléverser                                               |
| Chapelle Saint-Louis de la Harazée                                                  | Vienne-le-Château         |         | 49° 11′ 42″ nord, 4° 55′ 03″ est |                |            |      | Image manquante Téléverser                                               |
| Chapelle Saint-Roch de Vienne-le-Château                                            | Vienne-le-Château         |         | 49° 11′ 05″ nord, 4° 53′ 42″ est |                |            |      | Image manquante Téléverser                                               |
| Chapelle Saint-Lié de Ville-Dommange                                                | Ville-Dommange            |         | 49° 12′ 17″ nord, 3° 55′ 46″ est | « PA00078894 » | Classé MH  | 1922 | Chapelle Saint-Lié de Ville-Dommange                                     |
| Chapelle Saint-Vinebault de Villeneuve-la-Lionne                                    | Villeneuve-la-Lionne      |         | 48° 46′ 13″ nord, 3° 27′ 13″ est |                |            |      | Image manquante Téléverser                                               |
| Chapelle Sainte-Geneviève de Vitry-en-Perthois                                      | Vitry-en-Perthois         |         | 48° 44′ 57″ nord, 4° 36′ 46″ est |                |            |      | Image manquante Téléverser                                               |
| Chapelle funéraire de Vitry-la-Ville                                                | Vitry-la-Ville            |         | à géolocaliser                   |                |            |      | Image manquante Téléverser                                               |
| Chapelle Saint-Nicolas de Vitry-le-François                                         | Vitry-le-François         |         | 48° 44′ 06″ nord, 4° 34′ 53″ est | « PA00078908 » | Inscrit MH | 1935 | Chapelle Saint-Nicolas de Vitry-le-François                              |
| Chapelle de la nécropole nationale de Vitry-le-François                             | Vitry-le-François         |         | 48° 43′ 08″ nord, 4° 34′ 52″ est |                |            |      | Chapelle de la nécropole nationale de Vitry-le-François                  |
| Chapelle du collège Saint-Jean-Baptiste-de-la-Salle de Vitry-le-François            | Vitry-le-François         |         | 48° 43′ 36″ nord, 4° 35′ 13″ est |                |            |      | Chapelle du collège Saint-Jean-Baptiste-de-la-Salle de Vitry-le-François |
| Chapelle Saint-Druon du Bas de Saint-Druon                                          | Warmeriville              |         | 49° 20′ 12″ nord, 4° 13′ 16″ est |                |            |      | Image manquante Téléverser                                               |
| Chapelle de l'hôpital Auban-Moët                                                    | Épernay                   |         | 49° 01′ 56″ nord, 3° 57′ 15″ est |                |            |      | Chapelle de l'hôpital Auban-Moët                                         |
| Chapelle Saint-Bernon de Bernon Village                                             | Épernay                   |         | 49° 02′ 12″ nord, 3° 58′ 33″ est |                |            |      | Image manquante Téléverser                                               |
| Chapelle Sainte-Marthe du Carmel d'Épernay                                          | Épernay                   |         | 49° 02′ 20″ nord, 3° 57′ 49″ est |                |            |      | Image manquante Téléverser                                               |
| Chapelle Saint-Laurent d'Épernay                                                    | Épernay                   |         | 49° 02′ 50″ nord, 3° 56′ 58″ est |                |            |      | Image manquante Téléverser                                               |